# Bassem Sabry
Bassem Sabry (en árabe, باسم صبري) (Egipto, 25 de octubre de 1982 – Gizeh, 29 de abril de 2014) fue un periodista egipcio, bloguero y defensor de los derechos humanos. Cubrió extensamente la revolución egipcia de 2011 y la posterior crisis política.
 Al-Monitor lo elogió afirmando que era «ampliamente considerado uno de los analistas políticos más incisivos y respectados del país». Murió el 2014 a causa de un coma diabético. En 2014 recogió con otros compañeros, en nombre de Al-Monitor, el Premio Pionero de los Medios Libres otorgado por el International Press Institute.